# Simulium neavei
Simulium neavei är en tvåvingeart som beskrevs av Émile Roubaud 1915. 
Simulium neavei ingår i släktet Simulium och familjen knott. Inga underarter finns listade i Catalogue of Life.